# Deutsche Hörfunkakademie
Die Deutsche Hörfunkakademie GmbH (DHA) war eine journalistische Aus- und Weiterbildungseinrichtung für den privaten und öffentlich-rechtlichen Rundfunk mit dem Schwerpunkt Hörfunk. Sie wurde 1994 in Düsseldorf gegründet, zog ein Jahr später nach Dortmund und hatte ihren Sitz ab 2005 in Oberhausen. Ihre Gesellschafter waren die Landesanstalt für Medien Nordrhein-Westfalen (LfM), der Westdeutsche Rundfunk (WDR) und Radio NRW. Die Gesellschafter haben die Einstellung des Geschäftsbetriebs der Akademie zum Ende des Jahres 2008 beschlossen. Ein Angebot fast ausschließlich für den NRW-Lokalfunk aufrechtzuerhalten, habe sich „als nicht wirtschaftlich erwiesen“, erklärten die Gesellschafter.

## Seminare und Leistungen
Das Kerngeschäft der DHA waren Seminare und Workshops. Die Ausbildung von Volontären war ein wichtiger Arbeitsbereich der DHA. Zudem bot die DHA ein breites Fort- und Weiterbildungsangebot für Journalisten, insbesondere aus der Hörfunkbranche an.

## Projekte

### Managementqualifizierung in Bosnien-Herzegowina
Deutsche Welle Akademie, PRO-Management und die DHA entwickelten im Auftrag der EU-Delegation in Sarajewo ein umfassendes Führungskräftetraining für das Management der öffentlich-rechtlichen Rundfunk- und Fernsehanstalten in Bosnien-Herzegowina.
Mit diesen Trainingsaktivitäten und Coachings sollte der Aufbau eines politisch unabhängigen Rundfunksystems unterstützt werden. Durch die Entwicklung eines Führungs- und Managementprogramms wurden Mitglieder der Rundfunk- und Verwaltungsräte sowie die Direktoren der drei in Bosnien-Herzegowina existierenden öffentlich-rechtlichen Rundfunkanstalten in Banja Luka und Sarajewo professionell qualifiziert.

### Trimediales Arbeiten für Lokaljournalisten
Unter Federführung der DHA hatte ein Netzwerk von europäischen Bildungseinrichtungen, Medienunternehmen, Verbänden und Sozialpartnern ein zukunftsorientiertes Weiterbildungskonzept für Lokaljournalisten erarbeitet.

### Qualifizierung der AV-Produzenten in Rumänien
Das vom Konsortium PRO-Management, Universität Bukarest, HMR International und der DHA bearbeitete PHARE Projekt hatte das Ziel, den internationalen Filmaustausch zu unterstützen, die rumänische AV-Branche an den europäischen Markt heranzuführen und die medienkulturelle Vielfalt in Europa zu fördern.

### Qualitätsmanagement im Bürgerfunk
Das Qualitätsmanagement Bürgerfunk (QMB) war ein Projekt der DHA im Auftrag der Landesanstalt für Medien NRW (LfM). Das auf zwei Jahre angelegte Projekt (Start war der 1. Dezember 2005) wurde von einem Projektbeirat begleitet, dem als Vertreter des WDR Ulrich Timmermann angehörte. Projektleiterin war Uschi Wienken.

### Antenne Deutsch/Land
Seit 1999 führte die LfM gemeinsam mit dem Goethe-Institut e. V. und in Zusammenarbeit mit dem Auswärtigen Amt das Fortbildungsprogramm Antenne Deutsch/Land für Hörfunkjournalisten aus osteuropäischen Ländern sowie Zentralasien durch. In jedem Jahr nutzten sie dafür die Räume, die Technik und die Kompetenz der DHA in diesem Bereich.

### WDR Grenzenlos
WDR Grenzenlos war eine in Zusammenarbeit mit der DHA jährlich durchgeführte Talentwerkstatt für (angehende) Journalisten mit Migrationshintergrund.

## Schriftenreihe
Die DHA unterhielt eine eigene Schriftenreihe, in der sie Bücher zu journalistischen Themen publizierte. Teilweise als Monografien und teilweise als Herausgeberschriften erschienen in unregelmäßigen Abständen in enger Zusammenarbeit mit den jeweiligen Autoren neue Ausgaben.
- Band 1: Weiterbildungsbedarf der Content Wirtschaft. M. Janssen/H. Paukens, 2003. ISBN 978-3-88927-327-7
- Band 2: Kampagnen, Kontakte, Konkurrenz. Potenziale der Radiowerbung. H. Paukens (Hrsg.), 2003. ISBN 978-3-88927-331-4
- Band 3: Radiomoderatoren und ihre Erfolgsrezepte. Von den Besten lernen. U. Wienken (Hrsg.), 2004. ISBN 978-3-88927-338-3
- Band 4: Das wundervolle Radiobuch. Personality, Moderation und Motivation. P. Lynen, 2004. ISBN 978-3-88927-339-0
- Band 5: Handbuch Lokalradio. Auf Augenhöhe mit dem Hörer. H. Paukens/U. Wienken (Hrsg.), 2005. ISBN 978-3-88927-357-4
- Band 6: Tri-Medial Working in European Local Journalism. H. Paukens/S. Uebbing (Hrsg.), 2005. ISBN 978-3-88927-399-4
- Band 7: Moderne Radio-Nachrichten - Redaktion, Produktion, Präsentation. N. Linke, 2007. ISBN 978-3-88927-408-3
- Band 8: Journalistische Weiterbildung im Zeitalter der Konvergenz. H. Paukens/S. Uebbing (Hrsg.), 2006. ISBN 978-3-88927-413-7